# Kuryłowicze (obwód grodzieński)
Kuryłowicze (biał. Курылавічы; ros. Куриловичи) – agromiasteczko na Białorusi, w obwodzie grodzieńskim, w rejonie mostowskim, w sielsowiecie Kuryłowicze, przy drodze republikańskiej .
W czasach carskich i w II Rzeczypospolitej siedziba gminy. W dwudziestoleciu międzywojennym leżały w Polsce, w województwie nowogródzkim, w powiecie słonimskim, w gminie Kuryłowicze.